# Berg en Sjökalla
Berg en Sjökalla is een småort in de gemeente Gävle in het landschap Gästrikland en de provincie Gävleborgs län in Zweden. Het småort heeft 61 inwoners (2005) en een oppervlakte van 24 hectare. Eigenlijk bestaat het småort uit twee plaatsen: Berg en Sjökalla. Het riviertje de Hamrångeån stroomt langs het småort.
Bestuurscentrum: Gävle (Tätort)
Tätort:
Åbyggeby · Berg · Bergby · Björke · Bönan 
· Forsbacka · Forsby · Furuvik · Hagsta · Hamrångefjärden · Hedesunda · Lund · Norrsundet · Totra · Trödje · Valbo
Småort:
Åbyggeby (tegelbruket) · Alborga · Allmänninge · Axmar by · Backa · Berg en Sjökalla · Björke (oostelijk deel) · Brunnsvik · Eskön en Esköränningen · Finnböle · Grinduga · Häcklinge · Harkskär · Hästbo · Hillevik · Hillsjöstrand · Lövåsen en Dansheden · Mårtsbo · Ölbo · Oppala · Östanbäck en Lund · Sikvik · Småmuren · Utvalnäs